# العلاقات السعودية المارشالية
العلاقات السعودية المارشالية هي العلاقات الثنائية التي تجمع بين السعودية وجزر مارشال.

## مقارنة بين البلدين
هذه مقارنة عامة ومرجعية للدولتين:
| وجه المقارنة                                              | السعودية        | جزر مارشال                     |
| --------------------------------------------------------- | --------------- | ------------------------------ |
| المساحة (كم2)                                             | 2.25 مليون      | 181                            |
| عدد السكان (نسمة)                                         | 33.00 مليون     | 53.13 ألف                      |
| الكثافة السكانية (ن./كم²)                                 | 14.67           | 29.35 ألف                      |
| العاصمة                                                   | الرياض، الدرعية | ماجورو                         |
| اللغة الرسمية                                             | اللغة العربية   | لغة إنجليزية، اللغة المارشالية |
| العملة                                                    | ريال سعودي      | دولار أمريكي                   |
| الناتج المحلي الإجمالي (بليون دولار)                      | 683.83 مليار    | 199.40 مليون                   |
| الناتج المحلي الإجمالي (تعادل القوة الشرائية) بليون دولار | 1.69 تريليون    | 207.25 مليون                   |
| الناتج المحلي الإجمالي الاسمي للفرد دولار أمريكي          | 20.48 ألف       | 3.38 ألف                       |
| الناتج المحلي الإجمالي للفرد دولار أمريكي                 | 52.01 ألف       | 3.80 ألف                       |
| مؤشر التنمية البشرية                                      | 0.837           |                                |
| رمز المكالمات الدولي                                      | +966            | +692                           |
| رمز الإنترنت                                              | .sa             | .mh                            |
| المنطقة الزمنية                                           | ت ع م+03:00     | ت ع م+12:00                    |

## منظمات دولية مشتركة
يشترك البلدان في عضوية مجموعة من المنظمات الدولية، منها:
| علم المنظمة | اسم المنظمة                   | تاريخ انضمام السعودية | تاريخ انضمام جزر مارشال |
| ----------- | ----------------------------- | --------------------- | ----------------------- |
|             | يونسكو                        | 4 نوفمبر 1946         | 30 يونيو 1995           |
|             | البنك الدولي للإنشاء والتعمير | 26 أغسطس 1957         | 21 مايو 1992            |
|             | منظمة حظر الأسلحة الكيميائية  | ?                     | ?                       |
|             | الأمم المتحدة                 | 24 أكتوبر 1945        | 17 سبتمبر 1991          |
|             | مؤسسة التمويل الدولية         | 18 سبتمبر 1962        | 23 سبتمبر 1992          |
|             | مؤسسة التنمية الدولية         | 30 ديسمبر 1960        | 19 يناير 1993           |
|             | منظمة الشرطة الجنائية الدولية | 13 يونيو 1956         | ?                       |
|             | الاتحاد الدولي للاتصالات      | 7 فبراير 1949         | 22 فبراير 1996          |

## وصلات خارجية
- موقع وزارة الخارجية السعودية